# Montell Douglas
Montell Douglas (née le 24 janvier 1986 à Lewisham) est une athlète britannique spécialiste du sprint.

## Biographie
Elle bat le record du Royaume-Uni du 100 mètres en 11 s 05 à Loughborough le 17 juillet 2008, se qualifiant ainsi pour les Jeux olympiques de 2008 de Pékin. Elle bat ainsi le temps de Kathy Cook, 11 s 10 réalisé à Rome près de 27 ans auparavant. Le 24 mai 2015, lors des Fanny Blankers-Koen Games, Dina Asher-Smith bat ce record en courant 11 s 02.
En 2016, Douglas commence le bobsleigh. Elle termine dans le top 10 lors de ses débuts en Coupe du monde de bobsleigh en janvier 2017, et plus tard dans la saison, elle a terminé septième lors d'un événement à Saint-Moritz. Elle était l'athlète de réserve britannique pour les Jeux olympiques d'hiver de 2018 à Pyeongchang. En 2019, Douglas et Mica McNeill ont terminé sixième de l'épreuve de bobsleigh à deux femmes à Königssee. En 2020, Douglas et McNeill ont terminé quatrièmes de l'épreuve féminine de la Coupe du monde de bobsleigh 2020-2021 à Innsbruck. En janvier 2022, Douglas et McNeill ont été sélectionnés pour l'épreuve féminine à 2 aux Jeux olympiques d'hiver de 2022 : Douglas est sur le point de devenir le premier Britannique à participer aux Jeux olympiques d'été et d'hiver.

### Palmarès
| Date | Compétition                   | Lieu      | Résultat | Épreuve   | Performance |
| ---- | ----------------------------- | --------- | -------- | --------- | ----------- |
| 2007 | Championnats d'Europe espoirs | Debrecen  | 2e       | 100 m     | 11 s 66     |
| 2007 | Championnats d'Europe espoirs | Debrecen  | 7e       | 200 m     | 23 s 63     |
| 2007 | Championnats du monde         | Osaka     | 4e       | 4 × 100 m | 42 s 87     |
| 2008 | Coupe d'Europe des nations    | Annecy    | 2e       | 4 × 100 m | 42 s 95     |
| 2009 | Championnats du monde         | Berlin    | 6e       | 4 × 100 m | 43 s 16     |
| 2010 | Jeux du Commonwealth          | New Delhi | 1re      | 4 × 100 m | 44 s 19     |

### Records
| Épreuve    | Performance | Lieu              | Date            |
| ---------- | ----------- | ----------------- | --------------- |
| 100 mètres | 11 s 05     | Loughborough      | 17 juillet 2008 |
| 200 mètres | 23 s 34     | La Chaux-de-Fonds | 28 juin 2009    |